# 50ª edizione degli NAACP Image Award
La 50ª edizione degli NAACP Image Award, presentata da Anthony Anderson e trasmessa dalla tv via cavo TV One, si è tenuta il 30 marzo 2019 al Dolby Theatre di Los Angeles e ha premiato le migliori personalità nel campo cinematografico, televisivo, musicale e letterario del 2018. I nomi dei vincitori sono stati rivelati il 29 marzo da Adrienne Bailon, Loni Love e Tamera Mowry del talk show The Real durante un pranzo tenuto al Beverly Hilton Hotel.
Le nomination sono state annunciate il 14 febbraio 2019.
Il film che ha totalizzato più candidature è stato Black Panther, con tredici nomination e un totale di nove premi, tra cui miglior colonna sonora in campo musicale. Nove candidature e sei premi sono invece andati alla serie comedy Black-ish. Per la musica, Ella Mai ha vinto il premio come miglior nuova artista, miglior canzone contemporanea e miglior album. Il premio come entertainer dell'anno invece è andato a Beyoncé.

## Cinema

### Miglior film
- Black Panther, regia di Ryan Coogler
- BlacKkKlansman, regia di Spike Lee
- Il coraggio della verità - The Hate U Give (The Hate U Give), regia di George Tillman Jr.
- Crazy & Rich (Crazy Rich Asians), regia di Jon M. Chu
- Se la strada potesse parlare (If Beale Street Could Talk), regia di Barry Jenkins

### Miglior film indipendente
- Se la strada potesse parlare (If Beale Street Could Talk), regia di Barry Jenkins
- BlacKkKlansman, regia di Spike Lee
- Dacci un taglio (Nappily Ever After), regia di Haifaa al-Mansour
- Sorry to Bother You, regia di Boots Riley
- Traffik - In trappola (Traffik), regia di Deon Taylor

### Miglior documentario
- Amazing Grace, regia di Alan Elliott e Sydney Pollack (non accreditato)
- Alla corte di Ruth - RBG (RBG), regia di Julie Cohen e Betsy West
- Making The Five Heartbeats, regia di Robert Townsend
- Quincy, regia di Alan Hicks e Rashida Jones
- Whitney, regia di Kevin Macdonald

### Migliore regia
- Ryan Coogler – Black Panther
- Alan Hicks e Rashida Jones – Quincy
- Barry Jenkins – Se la strada potesse parlare (If Beale Street Could Talk)
- Spike Lee – BlacKkKlansman
- Steve McQueen – Widows - Eredità criminale (Widows)

### Migliore attore protagonista
- Chadwick Boseman – Black Panther
- Stephan James – Se la strada potesse parlare (If Beale Street Could Talk)
- Michael B. Jordan – Creed II
- Denzel Washington – The Equalizer 2 - Senza perdono (The Equalizer 2)
- John David Washington – BlacKkKlansman

### Migliore attrice protagonista
- Amandla Stenberg – Il coraggio della verità - The Hate U Give (The Hate U Give)
- Viola Davis – Widows - Eredità criminale (Widows)
- Sanaa Lathan – Dacci un taglio (Nappily Ever After)
- KiKi Layne – Se la strada potesse parlare (If Beale Street Could Talk)
- Constance Wu – Crazy & Rich (Crazy Rich Asians)

### Migliore attore non protagonista
- Michael B. Jordan – Black Panther
- Mahershala Ali – Green Book
- Winston Duke – Black Panther
- Brian Tyree Henry – Se la strada potesse parlare (If Beale Street Could Talk)
- Russell Hornsby – Il coraggio della verità - The Hate U Give (The Hate U Give)

### Migliore attrice non protagonista
- Danai Gurira – Black Panther
- Regina Hall – Il coraggio della verità - The Hate U Give (The Hate U Give)
- Regina King – Se la strada potesse parlare (If Beale Street Could Talk)
- Lupita Nyong'o – Black Panther
- Letitia Wright – Black Panther

### Miglior sceneggiatura
- Ryan Coogler e Joe Robert Cole – Black Panther
- Peter Chiarelli e Adele Lim – Crazy & Rich (Crazy Rich Asians)
- Barry Jenkins – Se la strada potesse parlare (If Beale Street Could Talk)
- Boots Riley – Sorry to Bother You
- Charlie Wachtel, David Rabinowitz, Kevin Willmott e Spike Lee – BlacKkKlansman

### Miglior ruolo fondamentale
- Letitia Wright – Black Panther
- Winston Duke – Black Panther
- KiKi Layne – Se la strada potesse parlare (If Beale Street Could Talk)
- Storm Reid – Nelle pieghe del tempo (A Wrinkle in Time)
- John David Washington – BlacKkKlansman

### Miglior cast
- Black Panther
- BlacKkKlansman
- Il coraggio della verità - The Hate U Give (The Hate U Give)
- Crazy & Rich (Crazy Rich Asians)
- Widows - Eredità criminale (Widows)

## Televisione

### Programmi televisivi

#### Miglior serie drammatica
- Power
- The Chi
- Queen Sugar
- Le regole del delitto perfetto (How to Get Away with Murder)
- This Is Us

#### Miglior serie commedia
- Black-ish
- Atlanta
- Dear White People
- Grown-ish
- Insecure

#### Miglior serie drammatica speciale, miniserie o film televisivo
- The Bobby Brown Story
- Behind the Movement
- Jesus Christ Superstar Live in Concert
- Seven Seconds
- The Simone Biles Story: Courage to Soar

#### Miglior documentario
- Say Her Name: The Life and Death of Sandra Bland, regia di Kate Davis e David Heilbroner
- Hope & Fury: MLK, The Movement and the Media, regia di Phil Bertelsen e Rachel Dretzin
- King in the Wilderness, regia di Peter W. Kunhardt
- Shut Up & Dribble, regia di Gotham Chopra
- Time For Ilhan, regia di Norah Shapiro

#### Miglior programma per bambini
- Dottoressa Peluche (Doc McStuffins)
- Top Chef Junior
- Sesame Street
- Marvel's Avengers: Black Panther's Quest
- Motown Magic

#### Miglior talk show
- The Real
- The Daily Show with Trevor Noah
- First Take
- Red Table Talk
- The View

#### Miglior reality/competition show
- Iyanla: Fix My Life
- Lip Sync Battle
- RuPaul's Drag Race
- Shark Tank
- The Voice

#### Miglior varietà o game show
- Black Girls Rock!
- Bruno Mars: 24K Magic Live at the Apollo
- Saturday Night Live
- Trevor Noah: Son of Patricia
- 2 Dope Queens

#### Miglior programma di informazione
- Oprah Winfrey Presents: Becoming Michelle Obama
- AM Joy
- Angela Rye's State of the Union
- A Thousand Words with Michelle Obama
- Unsung

### Recitazione e conduzione

#### Miglior attore protagonista in una serie drammatica
- Omari Hardwick – Power
- Sterling K. Brown – This Is Us
- Keith David – Greenleaf
- Jason Mitchell – The Chi
- Kofi Siriboe – Queen Sugar

#### Miglior attrice protagonista in una serie drammatica
- Taraji P. Henson – Empire
- Viola Davis – Le regole del delitto perfetto (How to Get Away with Murder)
- Naturi Naughton – Power
- Rutina Wesley – Queen Sugar
- Alfre Woodard – Luke Cage (Marvel's Luke Cage)

#### Miglior attore protagonista in una serie commedia
- Anthony Anderson – Black-ish
- Cedric the Entertainer – The Neighborhood
- Donald Glover – Atlanta
- Dwayne Johnson – Ballers
- Tracy Morgan – The Last O.G.

#### Miglior attrice protagonista in una serie commedia
- Tracee Ellis Ross – Black-ish
- Danielle Brooks – Orange Is the New Black
- Logan Browning – Dear White People
- Issa Rae – Insecure
- Yara Shahidi – Grown-ish

#### Miglior attore in una serie drammatica speciale, miniserie o film televisivo
- Michael B. Jordan – Fahrenheit 451
- Brandon Victor Dixon – Jesus Christ Superstar Live in Concert
- Russell Hornsby – Seven Seconds
- John Legend – Jesus Christ Superstar Live in Concert
- Woody McClain – The Bobby Brown Story

#### Miglior attrice in una serie drammatica speciale, miniserie o film televisivo
- Regina King – Seven Seconds
- Toni Braxton – Faith Under Fire: The Antoinette Tuff Story
- Anna Deavere Smith – Notes from the Field
- Gabrielle Dennis – The Bobby Brown Story
- Jeanté Godlock – The Simone Biles Story: Courage to Soar

#### Miglior attore non protagonista in una serie drammatica
- Jesse Williams – Grey's Anatomy
- Romany Malco – A Million Little Things
- Joe Morton – Scandal
- Wendell Pierce – Jack Ryan
- Jussie Smollett – Empire

#### Miglior attrice non protagonista in una serie drammatica
- Lynn Whitfield – Greenleaf
- CCH Pounder – NCIS: New Orleans
- Susan Kelechi Watson – This Is Us
- Sanaa Lathan – The Affair - Una relazione pericolosa (The Affair)
- Thandie Newton – Westworld - Dove tutto è concesso (Westworld)

#### Miglior attore non protagonista in una serie commedia
- Marcus Scribner – Black-ish
- Tituss Burgess – Unbreakable Kimmy Schmidt
- Jay Ellis – Insecure
- Laurence Fishburne – Black-ish
- John David Washington – Ballers

#### Miglior attrice non protagonista in una serie commedia
- Marsai Martin – Black-ish
- Uzo Aduba – Orange Is the New Black
- Essence Atkins – Marlon
- Yvonne Orji – Insecure
- Natasha Rothwell – Insecure

#### Miglior attore o attrice giovane in una serie, miniserie o film televisivo
- Marsai Martin – Black-ish
- Miles Brown – Black-ish
- Lonnie Chavis – This Is Us
- Alex R. Hibbert – The Chi
- Lyric Ross – This Is Us

#### Miglior attore o attrice ospite in una serie televisiva
- Kerry Washington – Le regole del delitto perfetto (How to Get Away with Murder)
- Erika Alexander – Black Lightning
- Tisha Campbell-Martin – Empire
- Loretta Devine – Love Is__
- Kendrick Lamar – Power

#### Miglior conduttore o conduttrice di un talk show o programma di informazione
- Jada Pinkett Smith, Adrienne Banfield Norris, Willow Smith – Red Table Talk
- Lester Holt – NBC Nightly News with Lester Holt
- LeBron James – The Shop
- Trevor Noah – The Daily Show with Trevor Noah
- Joy Reid – AM Joy

#### Miglior conduttore o conduttrice di un talk show, reality, competition show, game show o varietà
- Steve Harvey – Family Feud
- Queen Latifah – Black Girls Rock!
- LL Cool J – Lip Sync Battle
- RuPaul - RuPaul's Drag Race
- Iyanla Vanzant – Iyanla: Fix My Life

### Regia

#### Miglior regia per una serie drammatica
- Deborah Chow – Better Call Saul per l'episodio Qualcosa di stupido (Something Stupid)
- Ayoka Chenzira – Queen Sugar per l'episodio Here Beside the River
- Zetna Fuentes – Le regole del delitto perfetto (How to Get Away with Murder) per l'episodio Lahey contro lo Stato della Pennsylvania (Lahey v. Commonwealth of Pennsylvania)
- Dee Rees – Philip K. Dick's Electric Dreams per l'episodio Kill All Others
- Salli Richardson-Whitfield – Luke Cage (Marvel's Luke Cage) per l'episodio I Get Physical

#### Miglior regia per una serie commedia
- Donald Glover – Atlanta per l'episodio FUBU
- Hiro Murai – Atlanta per l'episodio Teddy Perkins
- Gina Rodriguez – Jane the Virgin per l'episodio Capitolo Settantaquattro (Chapter Seventy-Four)
- Millicent Shelton – Insecure per l'episodio High-Like
- Ken Whittingham – Atypical per l'episodio Le regole per la sopravvivenza di Ernest Shackleton (Ernest Shackleton's Rules for Survival)

#### Miglior regia per un film televisivo
- Tracy Heather Strain – Sighted Eyes/Feeling Heart
- Ramin Bahrani – Fahrenheit 451
- Ernest Dickerson – Seven Seconds per il film Finché accade (Until It Do)
- Tanya Hamilton – Seven Seconds per il film Le conseguenze (That What Follows)
- Victoria Mahoney – Seven Seconds per il film I testimoni dell'accusa (Witnesses for the Prosecution)

### Sceneggiatura

#### Miglior sceneggiatura per una serie drammatica
- Kay Oyegun – This Is Us per l'episodio Questa grande, meravigliosa, bellissima vita (This Big, Amazing, Beautiful Life)
- Janine Sherman Barrois – Claws per l'episodio Pasticcio di crackers (Cracker Casserole)
- Patrick Joseph Charles – Black Lightning per l'episodio I peccati del padre: Il libro della redenzione (Sins of the Father: The Book of Redemption)
- Lena Waithe – The Chi per l'episodio Gravi perdite (Pilot)
- Lena Waithe e Dime Davis – The Chi per l'episodio Il fischietto (The Whistle)

#### Miglior sceneggiatura per una serie commedia
- Dan Amira, David Angelo, Steve Budow, Devin Trey Delliquanti, Zachary DiLanzo, David Kibuuka, Trevor Noah, Zhubin Parang, Daniel Radosh, Lauren Sarver Means – The Daily Show with Trevor Noah per la puntata del 16 aprile 2018 con Alex Wagner
- Regina Y. Hicks – Insecure per l'episodio High-Like
- Marquita J. Robinson – GLOW per l'episodio Lavori sulla gamba (Work the Leg)
- Peter H. Saji – Black-ish per l'episodio Purple Rain
- Justin Simien – Dear White People per l'episodio Capitolo 1 (Chapter 1)

#### Miglior sceneggiatura per un film televisivo
- David Shanks – Seven Seconds per il film Questioni di vita o di morte (Matters of Life and Death)
- Ramin Bahrani e Amir Naderi – Fahrenheit 451
- Anna Deavere Smith – Notes from the Field
- Shalisha Francis – Seven Seconds per il film Uomini e dei (Of Gods and Men)
- Katrina O'Gilvie – Behind the Movement

## Musica

### Miglior artista maschile
- Bruno Mars
- Childish Gambino
- Raheem DeVaughn
- John Legend
- MAJOR.

### Miglior artista femminile
- H.E.R.
- Andra Day
- Janet Jackson
- Ella Mai
- Janelle Monáe

### Miglior nuovo o nuova artista
- Ella Mai
- Koryn Hawthorne
- Tory Lanez
- Jade Novah
- Omar Wilson

### Miglior duo, gruppo o collaborazione
- Kendrick Lamar & SZA – All the Stars
- The Carters – Everything Is Love
- H.E.R. feat. Bryson Tiller – Could've Been
- John Legend feat. BloodPop – A Good Night
- Bruno Mars feat. Cardi B – Finesse (Remix)

### Miglior album
- Ella Mai – Ella Mai
- Dirty Computer – Janelle Monáe
- Even More – MAJOR.
- Everything Is Love – The Carters
- I Used to Know Her: The Prelude – H.E.R.

### Miglior album jazz
- The Story of Jaz – Jazmin Deborah Ghent
- Facing Dragons – Christian Sands
- Hollywood Africans – Jon Batiste
- Rise! – Ben Tankard
- Waiting for the Sunrise – Camille Thurman

### Miglior album gospel
- Unstoppable – Koryn Hawthorne
- Heart. Passion. Pursuit. Live at Passion City Church – Tasha Cobbs Leonard
- Hiding Place – Tori Kelly
- Make Room – Jonathan McReynolds
- One Nation Under God – Jekalyn Carr

### Miglior video musicale
- This Is America – Childish Gambino
- All the Stars – Kendrick Lamar & SZA
- Apeshit – The Carters
- Could've Been – H.E.R. feat. Bryson Tiller
- Finesse (Remix) – Bruno Mars feat. Cardi B

### Miglior canzone tradizionale
- Long as I Live – Toni Braxton
- Amen – Andra Day
- Better With You in It – MAJOR.
- Beyond – Leon Bridges
- Never Alone – Tori Kelly feat. Kirk Franklin

### Miglior canzone contemporanea
- Boo'd Up – Ella Mai
- A Good Night – John Legend feat. BloodPop
- As I Am – H.E.R.
- Finesse (Remix) – Bruno Mars feat. Cardi B
- This Is America – Childish Gambino

### Miglior colonna sonora o compilation
- Black Panther: The Album Music From and Inspired By – Kendrick Lamar, SZA, Artisti Vari
- Greenleaf, Season 3 (Music From the Original TV series) – Artisti Vari
- Insecure - Music From the HBO Original Series, Season 3 – Artisti Vari
- Marvel's Luke Cage Season Two – Adrian Younge & Ali Shaheed Muhammad
- Spider-Man: Into the Spider-Verse (Soundtrack From & Inspired by the Motion Picture) – Artisti Vari

## Letteratura

### Miglior opera letteraria di narrativa
- Un matrimonio americano (An American Marriage) – Tayari Jones
- Better Late Than Never – Kimberla Lawson Roby
- Black Panther: Who Is The Black Panther? – Jesse James Holland Jr
- Envy – Victoria Christopher Murray
- They Come in All Colors: A Novel – Malcolm Hansen

### Miglior opera letteraria di saggistica
- For Colored Girls Who Have Considered Politics – Donna Brazile, Yolanda Caraway, Leah Daughtry e Minyon Moore, con Veronica Chambers
- Barracoon: The Story of the Last "Black Cargo" – Zora Neale Hurston
- Black Girls Rock! - Owning Our Magic. Rocking Our Truth – Beverly Bond
- May We Forever Stand: A History of the Black National Anthem – Imani Perry
- The Sun Does Shine: How I Found Life and Freedom on Death Row – Anthony Ray Hinton, con Lara Love Hardin

### Miglior opera prima
- Us Against The World: Our Secrets to Love, Marriage, and Family – David Mann e Tamela Mann, con Shaun Saunders
- Heads of the Colored People: Stories – Nafissa Thompson-Spires
- Lighting the Fires of Freedom: African American Women in the Civil Rights Movement – Janet Dewart Bell
- Lucile H. Bluford and the Kansas City Call: Activist Voice for Social Justice – Sheila D. Brooks e Clinton C. Wilson II
- Small Country: A Novel – Gaël Faye

### Miglior opera letteraria biografica o autobiografica
- Becoming – Michelle Obama
- Barracoon: The Story of the Last "Black Cargo" – Zora Neale Hurston
- The New Negro: The Life of Alain Locke – Jeffrey C. Stewart
- The Prison Letters of Nelson Mandela – Nelson Mandela, a cura di Sahm Venter
- Well, That Escalated Quickly: Memoirs and Mistakes of an Accidental Activist – Franchesca Ramsey

### Miglior opera letteraria educativa
- Rise and Grind: Outperform, Outwork, and Outhustle Your Way to a More Successful and Rewarding Life – Daymond John, con Daniel Paisner
- Carla Hall's Soul Food: Everyday and Celebration – Carla Hall, con Genevive Ko
- For Colored Girls Who Have Considered Politics – Donna Brazile, Yolanda Caraway, Leah Daughtry e Minyon Moore, con Veronica Chambers
- Poised for Excellence: Fundamental Principles of Effective Leadership in the Boardroom and Beyond – Karima Mariam-Arthur
- Well-Read Black Girl: Finding Our Stories, Discovering Ourselves – Glory Edim

### Miglior opera letteraria di poesia
- Taking the Arrow Out of the Heart – Alice Walker
- Confessions of a Barefaced Woman – Allison Elaine Joseph
- Ghost, Like a Place – Iain Haley Pollock
- The Gospel According to Wild Indigo – Cyrus Cassells
- Refuse – Julian Randall

### Miglior opera letteraria per bambini
- Hidden Figures: The True Story of Four Black Women and the Space Race – Margot Lee Shetterly, illustrato da Laura Freeman
- Facing Frederick: The Life of Frederick Douglass, A Monumental American Man – Tonya Bolden
- The 5 O'Clock Band – Troy "Trombone Shorty" Andrews, illustrato da Bryan Collier
- I Can Be Anything! Don't Tell Me I Can't – Diane Dillon
- The Word Collector – Peter H. Reynolds

### Miglior opera letteraria per adolescenti
- Harbor Me – Jacqueline Woodson
- A Very Large Expanse of Sea – Tahereh Mafi
- Chasing King's Killer: The Hunt for Martin Luther King, Jr.'s Assassin – James L. Swanson
- The Journey of Little Charlie – Christopher Paul Curtis
- We Are Not Yet Equal: Understanding our Racial Divide – Carol Anderson, con Tonya Bolden

## Altri premi

### Entertainer dell'anno
- Beyoncé
- Chadwick Boseman
- Ryan Coogler
- LeBron James
- Regina King

### Chairman's Award
- Maxine Waters

### Vanguard Award
- Tom Joyner

### President's Award
- Jay-Z

### Black & Positively Golden Music Honor
- Ne-Yo